# Elliot Richardson
Pour les articles homonymes, voir Richardson.
Elliot Lee Richardson, né le 20 juillet 1920 à Boston (Massachusetts) et mort le 31 décembre 1999 au même endroit, est un homme politique et diplomate américain. Membre du Parti républicain, secrétaire à la Santé, à l'Éducation et aux Services sociaux entre 1970 et 1973, secrétaire à la Défense en 1973 et procureur général des États-Unis en 1973 dans l'administration du président Richard Nixon puis secrétaire au Commerce entre 1976 et 1977 dans celle de son successeur Gerald Ford.

## Biographie
Il est lieutenant-gouverneur du Massachusetts (1965-1967), puis procureur général du même État (1967-1969). Sous l'administration Nixon, il est successivement à la tête de trois départements : Santé, de l'éducation et des services sociaux (1970-1973), Défense (du 30 janvier 1973 au 24 mai 1973) et Justice (du 24 mai 1973 à octobre 1973). Lors du scandale du Watergate, il refuse de renvoyer, à la demande de Nixon, le procureur spécial indépendant Archibald Cox, et démissionne le 20 octobre 1973 (massacre du samedi soir). Sous la présidence de Gerald Ford, il est ambassadeur à Londres (1975-1976), puis secrétaire au Commerce (1976-1977).